# Leo Pfeffer
Leo Pfeffer (* 25. Dezember 1910 in Österreich-Ungarn; † 4. Juni 1993 in Goshen, New York) war ein US-amerikanischer jüdischer Gelehrter, Humanist und Rechtsanwalt, der sich insbesondere für die Religionsfreiheit in den Vereinigten Staaten einsetzte und 1988 mit dem Preis Humanist of the Year der American Humanist Association ausgezeichnet wurde.

## Leben
Der in Österreich-Ungarn geborene Pfeffer emigrierte mit seinen Eltern und Geschwistern 1912 in die Vereinigten Staaten. Nach dem Schulbesuch studierte er zunächst am City College of New York und nach dessen Beendigung von 1930 bis 1933 an der Law School der New York University (NYU).
Nach seiner anschließenden anwaltlichen Zulassung war er als Rechtsanwalt tätig und zwischen 1945 und 1964 Rechtsberater des American Jewish Congress. In dieser Funktion setzte er sich für die Freiheitsrechte ein, wurde dabei insbesondere durch seinen Einsatz für einen säkularen Humanismus bekannt und stellte seine Ansichten in dem Buch Church, State and Freedom (1953) dar. Neben seiner Tätigkeit für den American Jewish Congress war er auch von 1954 bis 1958 Lecturer an der New School for Social Research in New York City tätig und verfasste 1956 mit The Liberties of an American: The Supreme Court Speaks ein erstes Buch über die Entscheidungen des Obersten Gerichtshofs der USA zu den Freiheitsrechten. Nach Beendigung seiner Tätigkeit an der New School war er zwischen 1958 und 1960 Dozent am Mount Holyoke College in Massachusetts.
1961 erreichte er weite Beachtung, als er als Klagevertreter die Grundsatzentscheidung Torcaso v. Watkins gewann. Bei diesem Verfahren vor dem Obersten Gerichtshof der USA ging es darum, dass eine Bestimmung in der Verfassung von Maryland für verfassungswidrig erklärt wurde, die den Erhalt oder das Innehaben eines öffentlichen Amtes von der Ablegung einer besonderen religiösen Eidesformel, in dem Fall „belief in the existence of God“ (Glaube an die Existenz Gottes), abhängig machte.
Nachdem Pfeffer zwischen 1962 und 1963 Dozent an der Yeshiva University in New York City war, nahm er 1964 den Ruf auf eine Professur für Politikwissenschaft an der Long Island University an und lehrte dort bis zu seiner Emeritierung 1980. Daneben verfasste er einige weitere Bücher über die Religionsfreiheit, die Trennung von Religion und Staat sowie die dazugehörigen Entscheidungen des US Supreme Court wie This Honorable Court: A History of the United States Supreme Court (1965), Religious Freedom (1977) und Religion, State, and the Burger Court (1984).
Für seinen Einsatz für die Bürger- und Freiheitsrechte und seine humanistische Einstellung wurde er 1988 mit dem Preis Humanist of the Year der American Humanist Association ausgezeichnet.
Pfeffer war seit 1937 mit Freda Plotkin verheiratet. Die beiden hatten zwei Kinder, Alan und Susan Beth Pfeffer.

## Veröffentlichungen
- Church, State and Freedom, revised edition. Beacon Press, Boston, Massachusetts, USA